# أرماند بوا
أرماند بوا هو سياسي كندي، ولد في 21 أبريل 1920، وتوفي في 2001. انتخب عضو الجمعية الوطنية في كيبك ‏.